# ゼロ・ゼロ射出
ゼロ・ゼロ射出（ゼロ・ゼロしゃしゅつ、A zero-zero ejection seat）とは、軍用機（特に乗員1 - 2名の戦闘機タイプ）に備わる、非常時の脱出装置の性能に関する用語であり、「高度0・速度0であっても、射出座席装置による機体からの脱出が可能であること」を示す。 
主な要件としては、①射出座席装置の能力のみで、パラシュートが安全に作動できる十分な高度まで上昇可能であること、②射出時には風防が自動で排除（例：炸薬などで吹き飛ばすなど）されるが、その排除された風防部が射出座席の飛翔範囲にないこと、の2点が挙げられる

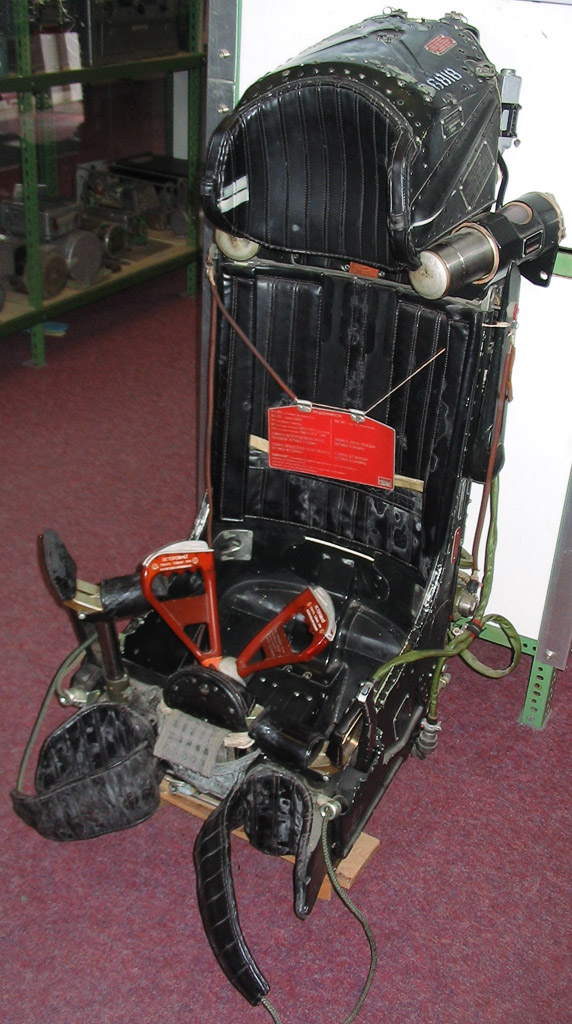
K-36 DMイジェクションシート（ MiG-29 、 Su-30で使用）

ゼロゼロの射出座席は、安全に上方に引き出され、接地された静止位置（つまり、 高度 0と対気速度 0）から、特に航空機のコックピットから乗員を着陸させるように設計されており、その機能は低高度飛行や低速飛行、あるいは地上の事故の際に、回復不能な緊急事態から搭乗員が上向きに脱出できるように開発された。パラシュートは安全な着陸速度まで、減速する時間を与える必要がある。このため開くのには最低高度が必要であり、ゼロゼロ機能を導入する前は、最低高度と対気速度を超えてのみ排出が実行できていた。つまり座席がゼロ（航空機）高度から機能する場合、座席を十分な高度まで持ち上げなければならなかった。 
こうした初期の座席は大砲を搭載した航空機から発射されたため、座席内の大砲バレルにはごく短時間で高い力積がかかることで総エネルギーを制御し、それにより可能な追加の高さが制限されていた。 
ゼロゼロテクノロジーでは小さなロケットを使用し適切な高度までシートを上方に推進し、小さな爆薬を投入してパラシュートキャノピーをすばやく開き、パラシュートの降下を成功させることで、パラシュートの適切な配置は対気速度と高度に依存しなくなったため、シートキャノンが航空機からシートを取り除き、次にシート下のロケットパックが発砲してシートを高度まで持ち上げる。こうしてロケットは大砲よりも長く発砲し、同じ高度を必要としなくなることで、放出されたパイロットへの負荷が減り、怪我や脊椎圧迫をも軽減している。